# Fuentealbilla
Fuentealbilla község Spanyolországban, Albacete tartományban. Lakosainak száma 1799 fő (2024).

## Földrajza
Fuentealbilla Abengibre, Casas-Ibáñez, Alcalá del Júcar, Jorquera, Valdeganga, Mahora, Golosalvo, Cenizate és Villamalea községekkel határos.

## A város híres szülöttei
Andrés Iniesta (1984. május 11.) négyszeres BL-győztes, világbajnok és kétszeres Európa-bajnok labdarúgó, az FC Barcelona és a spanyol válogatott középpályása.

## Népesség
A település lakosságának változását az alábbi diagram mutatja:
| Lakosok száma | 1826 | 1915 | 1925 | 2071 | 2029 | 1931 | 1876 | 1792 | 1836 | 1799 |
|               | 2001 | 2004 | 2006 | 2009 | 2011 | 2014 | 2016 | 2019 | 2021 | 2024 |